# データシェア
データシェア(data sharing)とは、あらかじめ決められたデータ容量を複数の端末で共有（シェア）するシステムである。
DoCoMo,au,SoftBankの携帯電話3キャリアで行われている。

## 概要
スマートフォンやタブレットでは、契約時に1か月のデータ容量を決定するが、家族間や複数台持ちなどのケースでは契約ごとに使うデータ量にばらつきが出ることもあり、その場合残データ容量がごく僅かの契約と相当余らせている契約が発生することもある。データシェアでは、家族全体や複数台持ちしている端末全体で1か月のデータ容量を定め、データ容量を効率よく使用できる。

## 各社の状況

### NTTドコモ
ドコモでは、業界初のデータシェアシステムとして「カケホーダイ&パケあえる」を2014年6月10日より開始した。シェアパックは10GB(カケホーダイライトでは選択不可)・15GB・20GB・30GBの4種類で、ユーザーの中に満25歳以下が含まれる場合は該当する家族1人当たり1GBが上乗せされる。

### ソフトバンク
ソフトバンクでも、ドコモと同等のプランスマ放題を2014年7月1日より開始した。

### au
auでは「カケホとデジラ」ではデータシェアシステムはないが、スマートフォンとタブレットの間でデータシェアプランを2015年6月11日より実施している。当初は「スマートフォン側で契約しているデータ容量+タブレット・PC1台当たり2GB（最大5台まで）」であったが、同年12月10日からは2GBの上乗せをなくした代わりに料金を割安にした新プランが提供される（従来プランは同年12月21日で新規受け付け終了）。